# Palophagus bunyae
Palophagus bunyae är en skalbaggsart som beskrevs av Guillermo Kuschel 1990. Palophagus bunyae ingår i släktet Palophagus och familjen Megalopodidae. Inga underarter finns listade i Catalogue of Life.